# 2009-es UNCAF-nemzetek kupája
A 2009-es UNCAF-nemzetek kupája volt a torna jubileumi, tizedik kiírása. A házigazda Honduras volt. A torna selejtezőként szolgált a 2009-es CONCACAF-aranykupára, melyre az első öt helyezett kvalifikálta magát. A rendező eredetileg Panama lett volna, azonban a panamai szövetség bejelentette, hogy nem tudja megrendezni a tornát megfelelő állapotú stadion hiánya miatt. Ezután a két lehetséges helyettes Honduras és Guatemala volt. A tornát végül Honduras rendezhette. Minden mérkőzést a fővárosban, az Estadio Tiburcio Carias Andino stadionban játszották. Az eseményt a Digicel szponzorálta. A győztes végül Panama lett, akinek először sikerült ezen a tornán győznie.

## Csoportkör
A csoportkör sorsolását 2008. december 9-én tartották Guatemalavárosban. A címvédő Costa Rica Panamával és Guatemalával, míg a házigazda Honduras Salvadort, Nicaraguát és Belize-t kapta ellenfélnek.

### A csoport
| Csapat    | M | Gy | D | V | RG | KG | GK | Pont |
| --------- | - | -- | - | - | -- | -- | -- | ---- |
| Honduras  | 3 | 3  | 0 | 0 | 8  | 2  | 6  | 9    |
| Salvador  | 3 | 1  | 1 | 1 | 5  | 4  | 1  | 4    |
| Nicaragua | 3 | 0  | 2 | 1 | 3  | 6  | -3 | 2    |
| Belize    | 3 | 0  | 1 | 2 | 3  | 7  | -4 | 1    |

| 2009. január 22. 17:00 (UTC-6) | Salvador           | 1 – 1   | Nicaragua  | Estadio Tiburcio Carias Andino, Tegucigalpa Nézőszám: 20 000 Játékvezető: Carlos Batres (GUA) |
| 2009. január 22. 17:00 (UTC-6) | Avilés 18' (öngól) | (1 – 0) | Medina 85' | Estadio Tiburcio Carias Andino, Tegucigalpa Nézőszám: 20 000 Játékvezető: Carlos Batres (GUA) |

| 2009. január 22. 19:30 (UTC-6) | Honduras                               | 2 – 1   | Belize       | Estadio Tiburcio Carias Andino, Tegucigalpa Nézőszám: 20 000 Játékvezető: Roberto Moreno (PAN) |
| 2009. január 22. 19:30 (UTC-6) | Guevara 32' (11-esből) W. Martínez 61' | (1 – 0) | Castillo 86' | Estadio Tiburcio Carias Andino, Tegucigalpa Nézőszám: 20 000 Játékvezető: Roberto Moreno (PAN) |

| 2009. január 24. 15:00 (UTC-6) | Belize    | 1 – 4   | Salvador                                                     | Estadio Tiburcio Carias Andino, Tegucigalpa Nézőszám: 20 000 Játékvezető: Walter Quesada (CRC) |
| 2009. január 24. 15:00 (UTC-6) | James 73' | (0 – 2) | Pacheco 11' (11-esből), 30' (11-esből) Sánchez 75' Ayala 88' | Estadio Tiburcio Carias Andino, Tegucigalpa Nézőszám: 20 000 Játékvezető: Walter Quesada (CRC) |

| 2009. január 24. 17:30 (UTC-6) | Honduras                                                            | 4 – 1   | Nicaragua | Estadio Tiburcio Carias Andino, Tegucigalpa Nézőszám: 20 000 Játékvezető: Carlos Batres (GUA) |
| 2009. január 24. 17:30 (UTC-6) | Rodríguez 16' Solorzano 65' (öngól) S. Martínez 73' W. Martínez 79' | (1 – 0) | Reyes 30' | Estadio Tiburcio Carias Andino, Tegucigalpa Nézőszám: 20 000 Játékvezető: Carlos Batres (GUA) |

| 2009. január 26. 17:00 (UTC-6) | Nicaragua   | 1 – 1   | Belize     | Estadio Tiburcio Carias Andino, Tegucigalpa Nézőszám: 8 000 Játékvezető: Oscar Moncada (HON) |
| 2009. január 26. 17:00 (UTC-6) | Barrera 75' | (0 – 1) | Róchez 18' | Estadio Tiburcio Carias Andino, Tegucigalpa Nézőszám: 8 000 Játékvezető: Oscar Moncada (HON) |

| 2009. január 26. 19:30 (UTC-6) | Honduras                        | 2 – 0   | Salvador | Estadio Tiburcio Carias Andino, Tegucigalpa Nézőszám: 20 000 Játékvezető: Oscar Moncada (HON) |
| 2009. január 26. 19:30 (UTC-6) | Pavón 34' (11-esből) Chávez 73' | (1 – 0) |          | Estadio Tiburcio Carias Andino, Tegucigalpa Nézőszám: 20 000 Játékvezető: Oscar Moncada (HON) |

### B csoport
| Csapat     | M | Gy | D | V | RG | KG | GK | Pont |
| ---------- | - | -- | - | - | -- | -- | -- | ---- |
| Costa Rica | 2 | 2  | 0 | 0 | 6  | 1  | +5 | 6    |
| Panama     | 2 | 1  | 0 | 1 | 1  | 3  | -2 | 3    |
| Guatemala  | 2 | 0  | 0 | 2 | 1  | 4  | -3 | 0    |

| 2009. január 23. 19:30 (UTC-6) | Costa Rica                  | 3 – 0   | Panama | Estadio Tiburcio Carias Andino, Tegucigalpa Nézőszám: 2 000 Játékvezető: Courtney Campbell (JAM) |
| 2009. január 23. 19:30 (UTC-6) | Furtado 8', 15' Sunsing 55' | (2 – 0) |        | Estadio Tiburcio Carias Andino, Tegucigalpa Nézőszám: 2 000 Játékvezető: Courtney Campbell (JAM) |

| 2009. január 25. 18:00 (UTC-6) | Guatemala | 1 – 3   | Costa Rica                         | Estadio Tiburcio Carias Andino, Tegucigalpa Nézőszám: 3 000 Játékvezető: Marco Rodríguez (MEX) |
| 2009. január 25. 18:00 (UTC-6) | López 51' | (0 – 1) | Sánchez 34' Herrera 59' Segura 61' | Estadio Tiburcio Carias Andino, Tegucigalpa Nézőszám: 3 000 Játékvezető: Marco Rodríguez (MEX) |

| 2009. január 27. 19:30 (UTC-6) | Panama     | 1 – 0   | Guatemala | Estadio Tiburcio Carias Andino, Tegucigalpa Nézőszám: 1 000 Játékvezető: Joel Aguilar (SLV) |
| 2009. január 27. 19:30 (UTC-6) | Zapata 31' | (1 – 0) |           | Estadio Tiburcio Carias Andino, Tegucigalpa Nézőszám: 1 000 Játékvezető: Joel Aguilar (SLV) |

## Egyenes kieséses szakasz
|  |                          |            |           |                          |       |            |            |       |
|  | Elődöntők                | Elődöntők  | Elődöntők |                          |       | Döntő      | Döntő      | Döntő |
|  | Elődöntők                | Elődöntők  | Elődöntők |                          |       | Döntő      | Döntő      | Döntő |
|  | január 30. – Tegucigalpa |            |           |                          |       |            |            |       |
|  |                          |            |           |                          |       |            |            |       |
|  | Costa Rica               | Costa Rica | 1         |                          |       |            |            |       |
|  | Costa Rica               | Costa Rica | 1         | február 1. – Tegucigalpa |       |            |            |       |
|  | Salvador                 | Salvador   | 0         |                          |       |            |            |       |
|  | Salvador                 | Salvador   | 0         |                          |       | Costa Rica | Costa Rica | 0 (3) |
|  | január 30. – Tegucigalpa |            |           |                          |       | Costa Rica | Costa Rica | 0 (3) |
|  |                          |            | Panama    | Panama                   | 0 (5) |            |            |       |
|  | Honduras                 | Honduras   | Panama    | Panama                   | 0 (5) | 0          |            |       |
|  | Honduras                 | Honduras   |           |                          |       |            |            |       |
|  | Panama                   | Panama     | 2         |                          |       |            |            |       |
|  | Panama                   | Panama     | 2         | Bronzmérkőzés            |       |            |            |       |
|  |                          |            |           |                          |       |            |            |       |
|  | február 1. – Tegucigalpa |            |           |                          |       |            |            |       |
|  |                          |            |           |                          |       |            |            |       |
|  | Salvador                 | Salvador   | 0         |                          |       |            |            |       |
|  | Salvador                 | Salvador   | 0         |                          |       |            |            |       |
|  | Honduras                 | Honduras   | 1         |                          |       |            |            |       |
|  | Honduras                 | Honduras   | 1         |                          |       |            |            |       |

### Az ötödik helyért
| 2009. január 29. 19:30 (UTC-6) | Nicaragua       | 2 – 0   | Guatemala | Estadio Tiburcio Carias Andino, Tegucigalpa Nézőszám: 150 Játékvezető: Oscar Moncada (HON) |
| 2009. január 29. 19:30 (UTC-6) | Wilson 39', 85' | (1 – 0) |           | Estadio Tiburcio Carias Andino, Tegucigalpa Nézőszám: 150 Játékvezető: Oscar Moncada (HON) |

### Elődöntők
| 2009. január 30. 17:00 (UTC-6) | Costa Rica  | 1 – 0 * | Salvador | Estadio Tiburcio Carias Andino, Tegucigalpa Nézőszám: 2 500 Játékvezető: Roberto Moreno (PAN) |
| 2009. január 30. 17:00 (UTC-6) | Furtado 19' | (1 – 0) |          | Estadio Tiburcio Carias Andino, Tegucigalpa Nézőszám: 2 500 Játékvezető: Roberto Moreno (PAN) |

| 2009. január 30. 20:00 (UTC-6) | Honduras | 0 – 1   | Panama       | Estadio Tiburcio Carias Andino, Tegucigalpa Nézőszám: 20 000 Játékvezető: Carlos Batres (GUA) |
| 2009. január 30. 20:00 (UTC-6) |          | (0 – 1) | Phillips 40' | Estadio Tiburcio Carias Andino, Tegucigalpa Nézőszám: 20 000 Játékvezető: Carlos Batres (GUA) |

*: A mérkőzést a 60. percben lefújták, miután a salvadori válogatott 6 főre fogyatkozott. Három játékost már az első félidőben kiállítottak, három játékos pedig a második félidőben megsérült, akkor, amikor a csapat már kihasználta mindhárom cserelehetőségét.

### Bronzmérkőzés
| 2009. február 1. 15:30 (UTC-6) | Salvador | 0 – 1   | Honduras     | Estadio Tiburcio Carias Andino, Tegucigalpa Nézőszám: 900 Játékvezető: Walter Quesada (CRC) |
| 2009. február 1. 15:30 (UTC-6) |          | (0 – 1) | Espinoza 30' | Estadio Tiburcio Carias Andino, Tegucigalpa Nézőszám: 900 Játékvezető: Walter Quesada (CRC) |

### Döntő
| 2009. február 1. 18:00 (UTC-6) | Costa Rica   | 0 – 0 | Panama | Estadio Tiburcio Carias Andino, Tegucigalpa Nézőszám: 900 Játékvezető: Carlos Batres (GUA) |
| 2009. február 1. 18:00 (UTC-6) | (3 – 5 t.i.) |       |        | Estadio Tiburcio Carias Andino, Tegucigalpa Nézőszám: 900 Játékvezető: Carlos Batres (GUA) |

## Góllövőlista
| 3 gól - Andy Furtado 2 gól - Alfredo Pacheco - Samuel Wilson - Walter Martínez 1 gól - Alberto Zapata - Ricardo Phillips - Lisbey Castillo | - Jerome James - Harrison Róchez - William Sunsing - Roberto Segura - Álvaro Sánchez - Pablo Herrera - Marlon Medina - Armando Reyes - Juan Barrera - Marvin Chávez - Mario Rodríguez | - Saúl Martínez - Carlos Pavón - Emil Martínez - Amado Guevara - Roger Espinoza - Minor López - Ramón Alfredo Sánchez - Carlos Ayala Öngól - Silvio Avilés (Salvador ellen) - David Solorzano (Honduras ellen) |